# Claude Constantino
Claude Constantino (ur. 13 grudnia 1938 w Dakarze, zm. 29 października 2019 w Angers) – senegalski koszykarz, reprezentant kraju, olimpijczyk.
W 1968 roku wystąpił wraz z drużyną na igrzyskach olimpijskich w Meksyku (były to jego jedyne igrzyska olimpijskie). Podczas tego turnieju wystąpił we wszystkich dziewięciu meczach, w których zdobył łącznie 28 punktów. Popełnił aż 29 fauli.
Wraz z drużyną przegrał wszystkie siedem spotkań grupowych, tym samym zajmując ostatnie miejsce w grupie. W turnieju o miejsca 13–16 Senegalczycy przegrali półfinałowy mecz z południowokoreańskimi koszykarzami (59–76). Mecz o przedostatnie miejsce drużyna Senegalu wygrała z ekipą z Maroka (42–38). Senegal zajął tym samym przedostatnie 15. miejsce.